# East Cay (îles Turques)
Pour l'île des Petites Antilles, voir East Cay.
East Cay est une des îles Turks dans le territoire des îles Turks-et-Caïcos. Elle est la plus orientale des îles Lucayes.